# Ekonomika Thajska
Ekonomika Thajska je exportně zaměřená. Země je na exportu závislá, jelikož tvoří více než dvě třetiny hrubého domácího produktu (HDP) země. Samotné HDP Thajska v posledních letech stoupá a v roce 2019 dosáhlo 19 228 USD na obyvatele (v paritě kupní síly), čímž zaujalo 69. místo na světě,. Průměrný růst HDP v letech 2010-2019 byl 3,23 % a v roce 2019 vzrostlo HDP o 2,08 % menší růst v roce 2019 způsobil pokles exportu, což bylo zapříčiněno napětím v obchodních vztazích mezi USA a Čínou. Měnou v Thajsku je thajský baht (symbol: ฿ kód: THB), ten se dělí na sto satangů. Zajímavostí je, že thajský baht je desátou nejpoužívanější měnou na světě. Díky rychlému ekonomickému růstu, který probíhal od 80. let minulého století se Thajsko nyní řádí mezi nově industrializované země a je přední ekonomikou v regionu Jihovýchodní Asie. Thajsko je členem několika mezinárodních obchodních organizacích: WTO, ASEAN, APEC, IORA.

## Sektory ekonomiky

### Zemědělství a rybolov

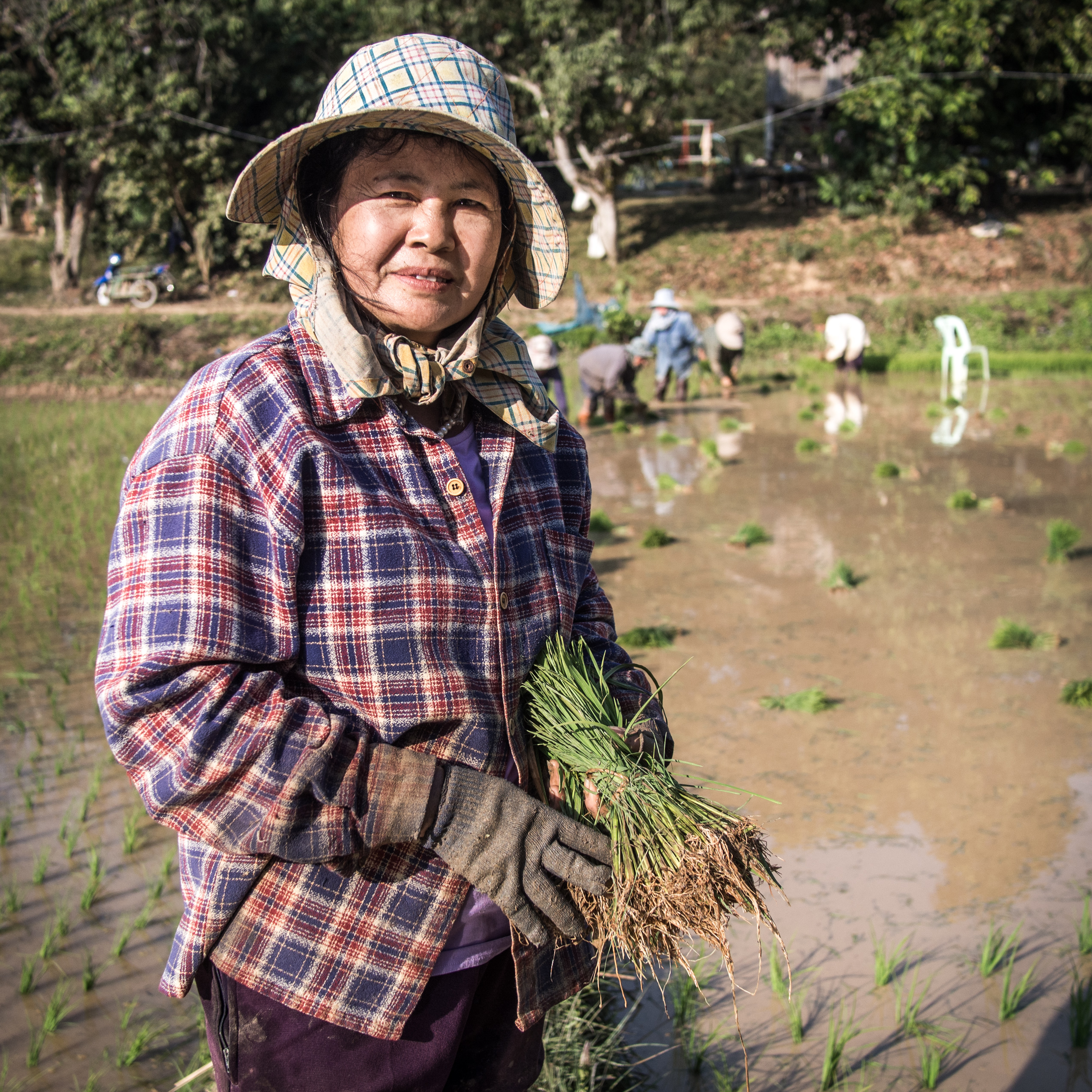
Thajští zemědělci pěstující rýži

V minulosti patřilo tradiční zemědělství a rybolov k hlavním způsobům obživy thajského obyvatelstva. Zemědělství zažilo velký rozvoj v 60. a 70. letech 20. století, díky přístupu k nové půdě a velké míry nezaměstnanosti, která umožňovala rozšíření pracovních sil. Zemědělství v následujících letech nadále rostlo a v roce 1980 zaměstnávalo 70% populace. S vývojem ostatních sektorů se však zemědělství muselo transformovat a modernizovat, tedy více využívat techniku na úkor lidské pracovní síly. Stát v následujících letech podporoval zemědělství za pomoci státně dotovaných úvěrů, což umožnilo pokračovaní růstu této oblasti, ale zároveň to znamená, že na venkově pracuje v zemědělství v současnosti jen polovina obyvatel, jelikož farmáři využili tyto peníze na investice k diverzifikaci. V současnosti je zemědělství v Thajsku na vysoké úrovni a úspěšně exportuje své plodiny do celého světa. Hlavní plodinu pak tvoří rýže, která v Thajsku zabírá celou polovinu obdělávané půdy. V roce 2018 tvořil pouze export rýže 2,21 % celkového exportu země. Zemědělství se celkově na HDP země v roce 2019 podílelo 8 % a zaměstnáno v něm v roce 2020 bylo 31% populace. Dalšími produkty kromě rýže jsou kokosové ořechy, káva, palmový olej, ovoce, sójové boby nebo tapioka. Roli v této oblasti hraje i rybolov, který tvoří 1,14 % thajského exportu, hlavními produkty v této oblasti je tuňák či krevety.

### Služby

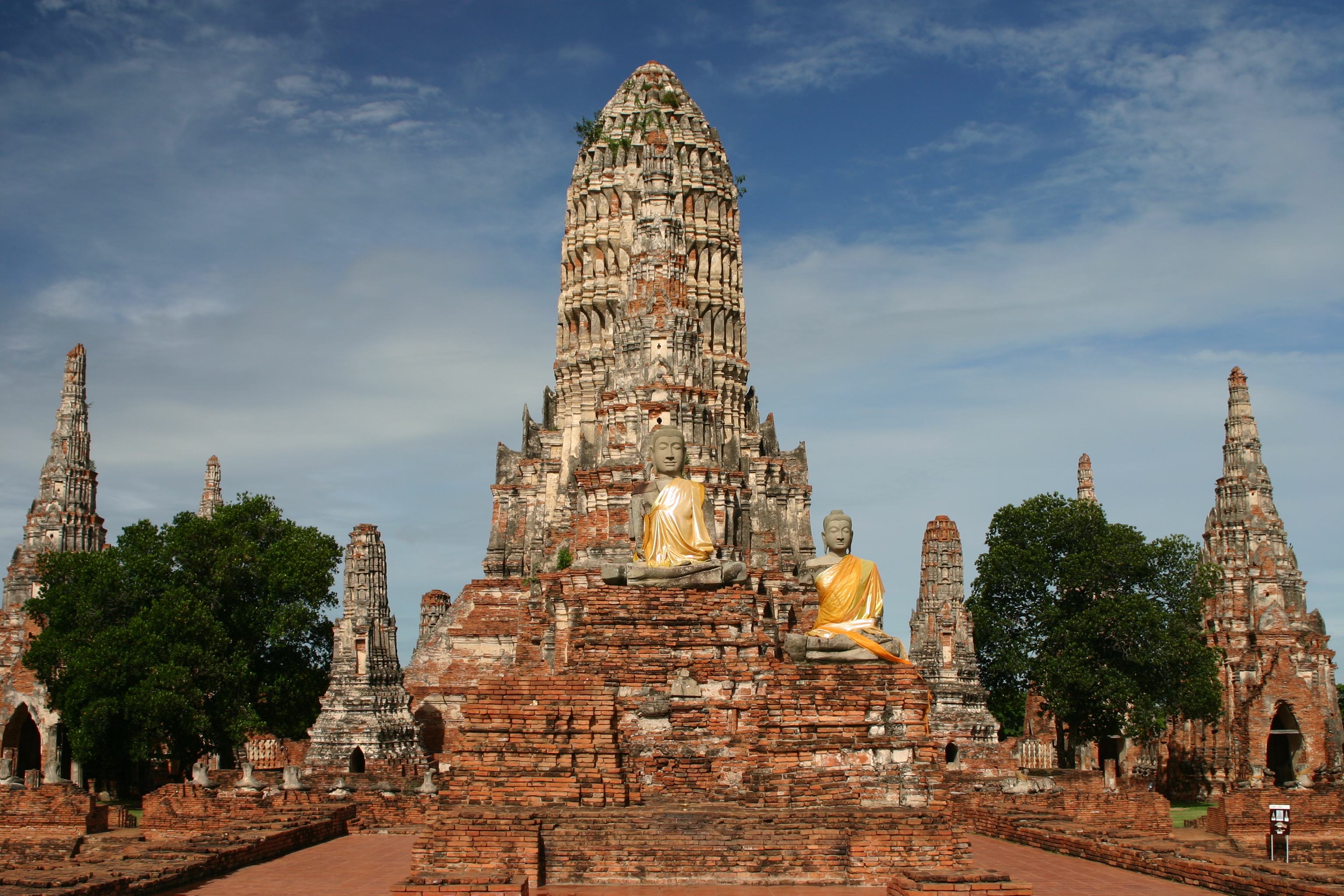
Ayutthaya jedna z mnoha turistických destinací v Thajsku

Služby se na ekonomice Thajska podílejí největší částí, konkrétně v roce 2019 to bylo 58,6%  HDP a zaměstnávaly 45,7% populace. Pro thajskou ekonomiku hraje klíčovou roli cestovní ruch, dle dat světové organizace cestovního ruchu navštívilo Thajsko v roce 2018 38 miliónů turistů a Thajsko se tak umístilo na 9. místě v žebříčku turisticky nejnavštěvovanějších zemí světa a zaznamenalo 8% narůst oproti předchozímu roku. Zároveň v témže roce dosahovaly příjmy z turismu 63 miliard dolarů, Thajsko se tak umístilo na 4. místě v žebříčku zemí s největšími zisky z turismu. Thajsko je též oblíbeným terčem sexuální turistiky, toto odvětví se však vojenská junta snaží od roku 2017 omezit. Kromě turistiky hraje významnou roli v oblasti služeb bankovnictví a maloobchod. Bankovnictví až na menší krize posiluje svou roli od Asijské finanční krize v letech 1997-1999 a v roce 2019 v Thajsku působilo třicet bank.

### Průmysl
Průmysl se v roce 2019 podílel na thajském HDP 33,4 % a bylo v něm zaměstnáno 22,5% populace. Výrazným odvětvím průmyslu v Thajsku je výroba elektroniky, která v roce 2018 zaobírala 14,8% celkové exportu Thajska v hodnotě 38,6 miliard dolarů. Thajsko je největší producent počítačů a počítačových komponentů ve sdružení ASEAN a je světově druhým největším výrobcem hard disků. Dalším významným odvětvím je automobilový průmysl, i zde je Thajsko největším výrobcem ve sdružení ASEAN. Výroba vozidel a jejich součástí tvořila v roce 2018 12 % celkového exportu země o celkové hodnotě 31.5 miliard dolarů.

## Export
Thajsko je silně exportně založená ekonomika, celkový objem exportu tvořil v roce 2018 262 miliard dolarů. Mezi nejvíce vyvážené produkty patří: elektronika, vozidla a jejich součástky, kaučuk, zemědělské produkty, ryby, minerální oleje, drahokamy a klenoty, plasty.  Největší podíl exportu mířil v roce 2018 do Číny 11.8 %, dále pak do USA 11,2 %, EU 11 %, Japonska 9,5 % a Vietnamu 4,95 %. Thajský export do ČR měl v roce 2018 hodnotu 1,04 miliard dolarů.

## Stínová ekonomika
Stínová ekonomika v Thajsku se řadí mezi největší na světě. Odhaduje se, že v době svého největšího rozmachu v roce 1999 dosahovala velikosti 56,6 % HDP. V současnosti se daří stínovou ekonomiku snižovat, i tak však v roce 2015 dosahovala velikosti 43,1 % HDP. Thajskou stínovou ekonomiku tvoří nejen kriminální aktivity, ale také především podniky napojené na turistický ruch či drobní stánkoví prodejci.

## Míra chudoby
Thajsku se dlouhodobě daří snižovat počet lidí žijících pod hranicí chudoby z 20,43 % v roce 2008 na 9,85 % v roce 2018. Zároveň Thajsko vychází jako jedna z nejlepších zemí dle indexu mizérie. Avšak v zemi je poměrně velká platová nerovnost.